# Kdam Eurovision 2005
La diciottesima edizione del Kdam Eurovision (in ebraico: קדם אירוויזיון?; lett. "Pre-Eurovisione") è stata organizzata dall'emittente israeliana Israel Broadcasting Authority (IBA) per selezionare il rappresentante nazionale all'Eurovision Song Contest 2005 di Kiev.
La vincitrice è stata Shiri Maimon con Hasheket shenish'ar.

## Organizzazione
L'emittente israeliana Israel Broadcasting Authority (IBA) ha confermato la partecipazione di Israele all'Eurovision Song Contest 2005 il 20 settembre 2004, annunciando l'organizzazione della diciotessima edizione di Kdam Eurovision per la scelta del rappresentante nazionale. Successivamente l'emittente sostenne che solo cantanti professionisti avrebbero preso parte alla selezione, dando la possibilità a gli aspiranti artisti di inviare le proprie canzoni per la competizione entro il 31 gennaio 2005.
Originariamente era stato annunciato un cambio di format per il concorso: in maniera simile allo svedese Melodifestivalen, l'emittente IBA aveva intenzione di svolgere la selezione in quattro diverse città di Israele. Tuttavia, citando difficoltà nell'organizzazione, lo spettacolo si è svolto in un'unica serata nella capitale Gerusalemme.
Lo show si è tenuto in un'unica serata il 2 marzo 2005 e ha visto competere 14 artisti competere per la possibilità di rappresentare la Russia all'Eurovision Song Contest 2009. I risultati sono stati decretati da una combinazione di voto di cinque giurie regionali (Kiryat Shmona, Haifa, Tel Aviv, Be'er Sheva e Gerusalemme) e 5 aree di televoto, che potevano assegnare un punteggio da 1 a 12 (escludendo 9 e 11) alle canzoni in gara.

## Partecipanti
IBA ha collaborato con varie etichette discografiche israeliane per la ricerca dei tredici partecipanti, i cui nomi sono stati annunciati il 26 dicembre 2004, a cui si è aggiunta una wildcard (The Elayev Family) annunciata il 14 gennaio 2005. Tutti i brani sono stati presentati il durante un programma radiofonico speciale su Reshet Gimmel il 15 febbraio 2005.
| Artista                    | Brano               | Lingua           | Autori                             |
| -------------------------- | ------------------- | ---------------- | ---------------------------------- |
| Gaya                       | Ode-le-ya           | Ebraico          | Gili Liber, Ami Reiss              |
| Merav Siman-Tov            | Hamon               | Ebraico          | Merav Siman-Tov                    |
| Michal Amdursky            | Targish oti         | Ebraico          | Michal Amdursky, Noya Symantov     |
| Mira Awad                  | Zman                | Ebraico          | Ehud Manor, Mira Awad              |
| Momi Levi                  | Yesh li et halayla  | Ebraico          | Nir Mamon, Momi Levi               |
| Rinat Bar                  | Kmo chalom          | Ebraico          | Ilan Leibovich, Chamutal Ben Ze'ev |
| Rinat Gabay                | Jerusalem           | Inglese, ebraico | Ehud Manor, Rinat Gabay            |
| Samir Shukri & Efrat Cohen | Be'hava gdola       | Ebraico          | Zohar Laskov                       |
| Sharona & Daniela Pick     | Hello, Hello        | Inglese, ebraico | Sharona Pick, Mirit Shem-Or        |
| Shiri Maimon               | Hasheket shenish'ar | Ebraico          | Pini Aaronbayev, Eyal Shachar      |
| Svika Pick & Company       | Or yare'ach         | Ebraico          | Mirit Shem-Or, Svika Pick          |
| The Elayev Family          | Esperansa           | Ebraico          | Doron Davidsko, Eli Nissman        |
| Yossi Azulai               | Don't Worry Baby    | Inglese, ebraico | Yossi Azulai                       |
| Zehava Ben                 | Peace and Love      | Inglese, ebraico | Yoram Tzadok, Reuven Pinto         |

## Finale
La finale si è tenuta il 2 marzo 2005 presso gli studi televisivi Neve Ilan, è stata presentata da Moran Atias e Didi Harari e trasmessa da Channel 1. Durante la serata si sono esibiti come ospiti Ruslana (vincitrice dell'Eurovision Song Contest 2004), Izhar Cohen (vincitore dell'Eurovision Song Contest 1978 come parte degli Alphabeta) e Harel Skaat.
Il voto combinato della giuria e del televoto ha decretato la vittoria di Shiri Maimon con Hasheket shenish'ar.
| #  | Artista                    | Brano               | Punteggio | Punteggio | Punteggio | Posizione |
| #  | Artista                    | Brano               | Giurie    | Televoto  | Totale    | Posizione |
| -- | -------------------------- | ------------------- | --------- | --------- | --------- | --------- |
| 1  | Samir Shukri & Efrat Cohen | Be'ahava gdola      | 0         | 26        | 26        | 9         |
| 2  | Zehava Ben                 | Peace and Love      | 12        | 36        | 48        | 5         |
| 3  | Michal Amdursky            | Targish oti         | 16        | 23        | 39        | 8         |
| 4  | Momi Levi                  | Yesh li et halayla  | 20        | 3         | 23        | 10        |
| 5  | Merav Siman-Tov            | Hamon               | 8         | 2         | 10        | 13        |
| 6  | Gaya                       | Ode-le-ya           | 12        | 3         | 15        | 11        |
| 7  | Shiri Maimon               | Hasheket shenish'ar | 58        | 58        | 116       | 1         |
| 8  | Rinat Gabay                | Jerusalem           | 39        | 23        | 62        | 4         |
| 9  | Yossi Azulai               | Don't Worry Baby    | 33        | 37        | 70        | 2         |
| 10 | Mira Awad                  | Zman                | 5         | 0         | 5         | 14        |
| 11 | The Elayev Family          | Esperansa           | 16        | 29        | 45        | 6         |
| 12 | Sharona & Daniela Pick     | Hello, Hello        | 12        | 3         | 15        | 11        |
| 13 | Svika Pick & Company       | Or yare'ach         | 26        | 40        | 66        | 3         |
| 14 | Rinat Bar                  | Kmo chalom          | 33        | 7         | 40        | 7         |

| Brano               | Kiryat Shmona | Haifa | Tel Aviv | Be'er Sheva | Gerusalemme | Totale |
| ------------------- | ------------- | ----- | -------- | ----------- | ----------- | ------ |
| Be'ahava gdola      |               |       |          |             |             | 0      |
| Peace and Love      |               |       | 2        | 2           | 8           | 12     |
| Targish oti         |               | 5     |          | 6           | 5           | 16     |
| Yesh li et halayla  | 4             | 4     | 7        | 5           |             | 20     |
| Hamon               |               |       | 1        | 4           | 3           | 8      |
| Ode-le-ya           | 3             | 2     | 4        | 3           |             | 12     |
| Hasheket shenish'ar | 10            | 12    | 12       | 12          | 12          | 58     |
| Jerusalem           | 12            | 10    | 5        | 10          | 2           | 39     |
| Don't Worry Baby    | 8             | 6     | 8        | 7           | 4           | 33     |
| Zman                | 2             |       | 3        |             |             | 5      |
| Esperansa           | 7             | 3     |          |             | 6           | 16     |
| Hello, Hello        | 1             | 1     |          |             | 10          | 12     |
| Or yare'ach         | 6             | 8     | 10       | 1           | 1           | 26     |
| Kmo chalom          | 5             | 7     | 6        | 8           | 7           | 33     |

| Brano               | Haifa e Settentrionale | Tel Aviv e Centrale | Sharon | Meridionale | Gerusalemme | Totale |
| ------------------- | ---------------------- | ------------------- | ------ | ----------- | ----------- | ------ |
| Be'ahava gdola      | 10                     | 4                   | 4      | 3           | 5           | 26     |
| Peace and Love      | 5                      | 7                   | 10     | 10          | 4           | 36     |
| Targish oti         | 7                      | 5                   | 6      | 4           | 1           | 23     |
| Yesh li et halayla  |                        |                     |        |             | 3           | 3      |
| Hamon               |                        |                     |        |             | 2           | 2      |
| Ode-le-ya           | 3                      |                     |        |             |             | 3      |
| Hasheket shenish'ar | 12                     | 12                  | 12     | 12          | 10          | 58     |
| Jerusalem           | 4                      | 3                   | 3      | 7           | 6           | 23     |
| Don't Worry Baby    | 6                      | 6                   | 5      | 8           | 12          | 37     |
| Zman                |                        |                     |        |             |             | 0      |
| Esperansa           | 2                      | 8                   | 7      | 5           | 7           | 29     |
| Hello, Hello        |                        | 1                   | 1      | 1           |             | 3      |
| Or yare'ach         | 8                      | 10                  | 8      | 6           | 8           | 40     |
| Kmo chalom          | 1                      | 2                   | 2      | 2           |             | 7      |

## All'Eurovision Song Contest
La canzone, completamente in lingua ebraica, è stata presentata all'Eurovision Song Contest con una metà in ebraico e una in inglese.
Israele si è esibito 7° nell'unica semifinale, classificandosi 7º con 158 punti e qualificandosi per la finale, nella quale, esibendosi 11°, si è classificato 4° con 154 punti.

### Voto

#### Punti assegnati a Israele
| Punteggio (158)                                | Punteggio (158)                           | Punteggio (158)                                              | Punteggio (158)     | Punteggio (158)                              |
| 12                                             | 10                                        | 8                                                            | 7                   | 6                                            |
| ---------------------------------------------- | ----------------------------------------- | ------------------------------------------------------------ | ------------------- | -------------------------------------------- |
| - Andorra - Bielorussia - Principato di Monaco | - Paesi Bassi                             | - Francia - Romania - Russia                                 | - Albania - Irlanda | - Malta - Portogallo - Regno Unito - Turchia |
| 5                                              | 4                                         | 3                                                            | 2                   | 1                                            |
| - Moldavia - Ucraina - Ungheria                | - Bulgaria - Danimarca - Polonia - Spagna | - Belgio - Cipro - Germania - Serbia e Montenegro - Svizzera | - Lituania          | - Finlandia - Macedonia                      |

| Punteggio (154)                                            | Punteggio (154) | Punteggio (154)                                     | Punteggio (154)                                 | Punteggio (154)                         |
| 12                                                         | 10              | 8                                                   | 7                                               | 6                                       |
| ---------------------------------------------------------- | --------------- | --------------------------------------------------- | ----------------------------------------------- | --------------------------------------- |
| - Principato di Monaco                                     | - Francia       | - Andorra - Bielorussia - Malta - Russia - Ungheria | - Paesi Bassi - Regno Unito - Romania - Ucraina | - Belgio - Irlanda - Moldavia - Spagna  |
| 5                                                          | 4               | 3                                                   | 2                                               | 1                                       |
| - Danimarca - Finlandia - Germania - Norvegia - Portogallo |                 | - Albania - Lituania - Turchia                      | - Lettonia                                      | - Austria - Estonia - Svezia - Svizzera |

#### Punti assegnati da Israele
| Punti | Paese       |
| ----- | ----------- |
| 12    | Romania     |
| 10    | Moldavia    |
| 8     | Ungheria    |
| 7     | Norvegia    |
| 6     | Lettonia    |
| 5     | Paesi Bassi |
| 4     | Islanda     |
| 3     | Svizzera    |
| 2     | Bielorussia |
| 1     | Slovenia    |

| Punti | Paese     |
| ----- | --------- |
| 12    | Romania   |
| 10    | Malta     |
| 8     | Ungheria  |
| 7     | Grecia    |
| 6     | Lettonia  |
| 5     | Francia   |
| 4     | Moldavia  |
| 3     | Danimarca |
| 2     | Svizzera  |
| 1     | Norvegia  |